# Distretto di Tomarza
Il distretto di Tomarza (in turco Tomarza ilçesi) è uno dei distretti della provincia di Kayseri, in Turchia.